# Penn Football Club
Il Penn FC era una società calcistica statunitense fondata nel 2004 con il nome di Harrisburg City Islanders.
Il club partecipvaa alla United Soccer Leagues Second Division e disputava le gare interne allo Skyline Sports Complex di Harrisburg (Pennsylvania).
I City Islanders hanno cominciato subito a ottenere ottimi risultati, chiudendo al quinto posto la loro stagione inaugurale nel 2004 e centrando così l'accesso ai play-off. L'avventura nei playoff è però durata poco, infatti è finita al primo turno per mano dei Pittsburgh Riverhounds.
Nella stagione 2005, i City Islanders hanno concluso al terzo posto la regular season, ma ancora una volta sono stati eliminati nei playoff dai Charlotte Eagles, che vinceranno poi il campionato.
Dopo un 2006 di luci e ombre, il 2007 è stato l'anno della svolta: gli Islanders non solo hanno vinto la USL Second Division battendo in finale ai rigori i Richmond Kickers per 8-7 (1-1), ma sono anche arrivati fino ai quarti di finale della US Open Cup dopo aver battuto il team di Major League Soccer dei D.C. United per 1-0.
Nel novembre 2017 cambiò nome in Penn FC.
Prima della fine della stagione 2018, il club annunciò di prendere un anno di pausa nella stagione successiva, per poi unirsi alla neonata USL League One dal 2020. Tuttavia, dopo mesi senza alcuna comunicazione ufficiale, nel dicembre 2019 fu reso noto che il club avesse cessato le attività, terminando così di esistere dopo 16 anni di professionismo.

## Rosa 2018
| N. |                        | Ruolo | Calciatore       |
| -- | ---------------------- | ----- | ---------------- |
| 1  | Francia (bandiera)     | P     | Romuald Peiser   |
| 4  | Stati Uniti (bandiera) | D     | Ken Tribbett     |
| 5  | Brasile (bandiera)     | D     | Tiago Calvano    |
| 6  | Stati Uniti (bandiera) | D     | Kyle Venter      |
| 8  | Stati Uniti (bandiera) | C     | Dan Metzger      |
| 9  | Stati Uniti (bandiera) | A     | Aaron Dennis     |
| 10 | Portogallo (bandiera)  | C     | Jorge Rivera     |
| 12 | Portogallo (bandiera)  | D     | Pedro Galvão     |
| 13 | Stati Uniti (bandiera) | P     | Sean Lewis       |
| 14 | El Salvador (bandiera) | D     | Richard Menjívar |
| 15 | Stati Uniti (bandiera) | C     | Miguel Jaime     |
| 16 | Stati Uniti (bandiera) | D     | Jake Bond        |

| N. |                        | Ruolo | Calciatore       |
| -- | ---------------------- | ----- | ---------------- |
| 17 | Stati Uniti (bandiera) | C     | Salvatore Barone |
| 18 | Stati Uniti (bandiera) | P     | Jacob Lisseck    |
| 19 | Stati Uniti (bandiera) | D     | Chris Hill       |
| 20 | Canada (bandiera)      | C     | Mauro Eustáquio  |
| 21 | Stati Uniti (bandiera) | C     | Calvin Rezende   |
| 22 | Inghilterra (bandiera) | C     | Harri Hawkins    |
| 23 | Stati Uniti (bandiera) | D     | Marco Franco     |
| 29 | Stati Uniti (bandiera) | A     | Tom Heinemann    |
| 77 | Zimbabwe (bandiera)    | A     | Lucky Mkosana    |
| 99 | Stati Uniti (bandiera) | C     | Salih Muhammad   |

## Risultati anno per anno
| Anno | Divisione | League                | Reg. Season | Playoff          | Open Cup         |
| ---- | --------- | --------------------- | ----------- | ---------------- | ---------------- |
| 2004 | 3         | USL Pro Soccer League | 2° Atlantic | Quarti di Finale | Non qualificato  |
| 2005 | 3         | USL Second Division   | 3°          | Semifinale       | Non qualificato  |
| 2006 | 3         | USL Second Division   | 7°          | Non qualificato  | Non qualificato  |
| 2007 | 3         | USL Second Division   | 3°          | Campione         | Quarti di Finale |

## Palmarès

### Competizioni nazionali
- United Soccer Leagues Second Division: 1

2007

### Altri piazzamenti
- United Soccer Leagues Professional Division:

Secondo posto: 2011, 2014